# تایسوکه ناکامورا
تایسوکه ناکامورا (انگلیسی: Taisuke Nakamura؛ زادهٔ ۱۹ ژوئیهٔ ۱۹۸۹) بازیکن فوتبال اهل ژاپن است.
از باشگاه‌هایی که در آن بازی کرده‌است می‌توان به باشگاه فوتبال آلبیرکس نیگاتا، باشگاه فوتبال جف یونایتد ایچیهارا چیبا، و باشگاه فوتبال جوبیلو ایواتا اشاره کرد.
وی همچنین در تیم ملی فوتبال زیر ۲۳ سال ژاپن بازی کرده‌است.